# 巴里奧科隆 (拉喬雷拉區)
巴里奧科隆（西班牙語：Barrio Colón），是巴拿馬的城鎮，位於該國中東部，由西巴拿馬省的拉喬雷拉區負責管轄，面積10.8平方公里，2010年人口33,214，人口密度每平方公里3,075.4人。